# Дикеарх
 Тази статия е за древногръцкия философ.  За пирата вижте Дикеарх Етолийски.  
Дикеарх от Месена (на старогръцки: Δικαίαρχος) е древногръцки философ, картограф, географ и математик.

## Биография
Роден е около 350 г. пр.н.е. в Месена, Сицилия. Той е ученик на Аристотел и Теофраст в Атина, представител на Ликейската школа. Неговите интереси са основно в областта на психологията, културата, историята, филологията, политическата теория и география. Голяма част от живота си прекарва в Пелопонес и Спарта.
Умира около 285 г. пр.н.е.

## Творчество
Съчиненията на Дикеарх се отличавали с яркост на описания и богатството на езика, както и честото използване на диалог. От многобройните му съчинения са запазени няколко фрагмента. Дикеарх е плодовит писател. Най-известните негови произведения са:
- „Животът на Елада“ (Bios Hellados) в 3 книги, история на гръцката култура от легендарния Златен век до времето на автора;
- „За душата“ (Peri psyches);
- „Тройният принцип“ (Tripolitikos);
- географския труд „Описание на Земята“ (Periodos ges).